# Voyage (Christy Moore)
Voyage è un album di Christy Moore, pubblicato dalla WEA Records nel 1989.

## Tracce
Lato A
1. Mystic Lipstick – 4:02 (Jimmy McCarthy)
2. The Voyage – 3:51 (Johnny Duhan)
3. The Mad Lady & Me – 3:05 (Jimmy McCarthy)
4. The Deportees Club – 4:29 (Elvis Costello)
5. The Night Visit – 3:22 (Brano tradizionale, arrangiamento di Christy Moore)
6. All for the Roses – 3:57 (Tony Boylan, Wally Page)

Lato B
1. Missing You – 3:48 (Jimmy McCarthy)
2. Bright Blue Rose – 4:50 (Jimmy McCarthy)
3. Farewell to Pripchat – 4:37 (Tim Donnehy)
4. Musha God Help Her – 3:59 (Pierce Turner)
5. The First Time Ever I Saw Your Face – 4:17 (Ewan McColl)
6. Middle of the Island – 4:08 (Christy Moore, Nigel Rolfe)

## Musicisti
"Mystic Lipstick"
- Christy Moore - voce
- Donal Lunny - chitarra acustica, chitarra elettrica, tastiere (prophet)
- Declan Sinnott - chitarra acustica, chitarra elettrica
- Michael O'Suillebhain - pianoforte
- Aislinn Drury-Byrne - violoncello
- Eoghan O'Neill - basso
- Paul Moran - batteria
- Mandy Murphy - accompagnamento vocale, coro

"The Voyage"
- Christy Moore - chitarra acustica, voce
- Donal Lunny - chitarra acustica, tastiere
- Declan Sinnott - chitarra elettrica
- Pat Crowley - pianoforte
- Tim Boland - shaker
- Mandy Murphy - accompagnamento vocale, coro
- Mary Black - accompagnamento vocale, coro

"The Mad Lady & Me"
- Christy Moore - voce
- Donal Lunny - campana, chitarra, tastiere
- Declan Sinnott - chitarra slide
- Sinéad O'Connor - accompagnamento vocale, coro

"The Deportees Club"
- Christy Moore - chitarra acustica, voce
- Donal Lunny - bouzouki, tastiere, mandolino
- Declan Sinnott - chitarra elettrica a dodici corde
- Pat Crowley - accordion
- Don Baker - armonica
- Eoghan O'Neill - basso
- Paul Moran - batteria

"The Night Visit"
- Christy Moore - voce
- Donal Lunny - bodhrán, bouzouki
- Sheamus Shannon - accordion
- Eoghan O'Neill - basso
- Paul Moran - batteria

"All for the Roses"
- Christy Moore - chitarra, voce
- Donal Lunny - bouzouki, chitarra, tastiere
- Sheamus Shannon - accordion
- Steve McDonnell - flicorno
- Eoghan O'Neill - basso

"Missing You"
- Christy Moore - voce
- Donal Lunny - bodhràn, bouzouki, chitarra, tastiere
- Declan Sinnott - chitarra elettrica, chitarra slide
- Elvis Costello - accompagnamento vocale, coro

"Bright Blue Rose"
- Christy Moore - chitarra acustica, voce
- Donal Lunny - chitarra acustica, tastiere
- Liam O'Flynn - cornamuse (uilleann pipes)
- Paddy Moloney - cornamuse (uilleann pipes, whistle)
- Declan Sinnott - chitarra elettrica
- Jimmy McCarthy - accompagnamento vocale, coro

"Farewell to Pripchat"
- Christy Moore - chitarra acustica, voce
- Donal Lunny - chitarra acustica, tastiere, mandolino
- Pat Crowley - accordion, tastiere
- Declan Sinnott - chitarra spagnola
- Mandy Murphy - accompagnamento vocale, coro

"Musha God Help Her"
- Christy Moore - chitarra acustica, voce
- Donal Lunny - chitarra acustica, bodhràn, bouzouki, tastiere, mandolino
- Declan Sinnott - chitarra elettrica

"The First Time Ever I Saw Your Face"
- Christy Moore - voce
- Donal Lunny - chitarra acustica, bouzouki, tastiere, pianoforte
- Declan Sinnott - chitarra acustica, chitarra elettrica, chitarra spagnola

"Middle of the Island"
- Christy Moore - voce
- Sinéad O'Connor - voce
- Donal Lunny - tastiere
- Declan Sinnott - chitarra elettrica slide